# Peter Tom (homme politique)
Pour les articles homonymes, voir Tom.
Peter Tom, né en 1964 et mort le 5 novembre 2018, est un homme politique salomonais.

## Biographie
Originaire de ce qui est aujourd'hui la province de Malaita, il naît dans la colonie britannique des îles Salomon, devenue un État indépendant en 1978. Après un enseignement primaire, il devient pasteur chrétien à l'Église évangélique des mers du Sud (en).
Il entre en politique en étant élu député de la circonscription de Kwaio-ouest (de l'île de Malaita) au Parlement national lors des élections législatives d'avril 2006. Le Premier ministre Derek Sikua le nomme ministre des Femmes, de la Jeunesse et des Affaires familiales, puis ministre de l'Intérieur en mai 2009,. Il est réélu député aux élections législatives d'août 2010. En novembre 2011, le Premier ministre Gordon Darcy Lilo le nomme à nouveau ministre des Femmes, de la Jeunesse et des Affaires familiales. Il est réélu pour un troisième mandat de député aux élections législatives de novembre 2014, qui amènent un changement de gouvernement ; il siège sur les bancs de l'opposition, puis est député d'arrière-ban de la majorité parlementaire du nouveau Premier ministre Rick Houenipwela à partir de novembre 2017. Le 20 novembre il devient président de la Commission parlementaire de l'ensemble de la Chambre (Chairman of the Parliamentary House Committee), pour l'examen des propositions de loi,.
Il meurt en fonction le 5 novembre 2018, « après une longue maladie », et est inhumé le 10 novembre dans son village de Bina, à Malaita,,,.